# ユゼフ・カンティ・オッソリンスキ
ユゼフ・カンティ・オッソリンスキ（ポーランド語：Józef Kanty Ossoliński,1707年 - 1780年10月7日）は、ポーランド・リトアニア共和国の貴族、伯爵。
スタニスワフ・レシュチンスキの庇護を受けたにもかかわらず、1735年にレシュチンスキ派の形勢が悪化すると、これを見捨ててザクセン出身のアウグスト3世に忠誠を誓った。彼はヘトマンのヤン・クレメンス・ブラニツキとその一派と同盟し、チャルトリスキ家の「ファミリア」に敵対した。1757年よりヴォウィン県知事となり、白鷲勲章を叙勲した。ロシア帝国の支援で国王に選ばれたスタニスワフ・アウグスト・ポニャトフスキとも敵対し、後にバール連盟に参加した。1775年、県知事職を辞して政界から引退した。

## 生涯
オッソリンスキは王冠領財務長官のフランチシェク・マクスィミリアン・オッソリンスキの長男に生まれ、多くのマグナートの子弟と同様、家庭で教育をうけた後にヨーロッパへと旅行した。オッソリンスキは若い頃の大半をフランスで過ごしたが、これはアウグスト2世の対立王スタニスワフ・レシュチンスキを支持するポーランド内の親フランス派に属していたためだった。1729年、オッソリンスキはインフランティ（リヴォニア）選出の代議員としてセイムに出席し、中央政界でのキャリアの第一歩を踏み出した。これ以降、彼は度々代議員に選ばれた。彼の主な政治的関心は軍事問題であった。
1730年よりオッソリンスキは軍隊に入り、ヘトマンのヤン・クレメンス・ブラニツキの下で旗隊（ホロンギェフ）の隊長として従軍した。彼はこれ以後長くブラニツキの支持者・同盟者であり続けた。、また同じ1730年、オッソリンスキは国王の同意の下、父からサンドミェシュとフミェルニクの代官を譲られた。またこの時期にテレサ・スタドニツカと結婚している。
アウグスト2世が死ぬと、オッソリンスキはスタニスワフ・レシュチンスキを再度王位につけるための根回し活動を始めた。しかしレシュチンスキとその支持派がポーランド継承戦争に敗れると、オッソリンスキは同派を見捨てることを決めた。父フランチシェクは盟友レシュチンスキにつき従ってフランスに亡命した。1738年、オッソリンスキは王冠領小旗手に昇進した。1750年以後、彼は再び親フランス派に接近し、共に同派に近づいていたヤン・クレメンス・ブラニツキの忠実な助言者・盟友となった。ヘトマンのブラニツキの援助で、オッソリンスキは1757年にヴォウィン県知事の職を得た。
アウグスト3世の死後、オッソリンスキは引き続いてヴェッティン家の候補者を支援し、ロシア帝国の支援を得たスタニスワフ・アウグスト・ポニャトフスキの国王選出に反対した。しかし結局、オッソリンスキはロシアの庇護を受けるチャルトリスキ家の「ファミリア」に敗北した。彼は引き続いてロシアのポーランドに対する内政干渉に抗議し、ロシア軍の共和国からの撤退を求めたが何の効果も無かった。オッソリンスキはロシアに対して軍事行動を起こそうとする人々を支持したが、彼がこの計画に拠出出来た支援はわずかであり、計画は結局立ち消えになった。領地に戻った直後、オッソリンスキはロシア軍に逮捕されて数ヶ月間投獄され、反ロシア的な傾向を戒めるよう強いられた。
出獄後の数年間、彼は親ロシア派と同盟していたが、1768年のレプニン議会におけるロシアの行き過ぎた政治干渉に大きく失望した。同年、オッソリンスキは密かにバール連盟の支援者となり、後には公然と連盟への支持を表明した。1775年、彼はヴォウィン県知事を辞職して政界を去った。